# Aéroport II
Aéroport II (auch: Aviation II, Extension Aéroport) ist ein Stadtviertel (französisch: quartier) im Arrondissement Niamey IV der Stadt Niamey in Niger.

## Geographie
Aéroport II liegt am östlichen Rand des urbanen Gemeindegebiets von Niamey. Vom namensgebenden Flughafen Niamey (Aéroport de Niamey) ist Aéroport II vom Stadtviertel Aéroport I getrennt. Die Böden in Aéroport II sind überwiegend stark eisenhaltig, wodurch keine Einsickerung möglich ist. Gegen Westen hin beginnt ein Tafelland mit einer weniger als 2,5 Meter tiefen Sandschicht. Im traditionellen Herrschaftssystem (chefferie traditionnelle) untersteht das Stadtviertel dem Kantonschef von Saga.

## Geschichte
Aéroport II wurde Ende der 1960er Jahre als südliche Erweiterung des aus den 1950er Jahren stammenden Stadtviertels Aéroport I gegründet. Damit sollte neuer Wohnraum für Flughafenangestellte und Militärangehörige geschaffenen werden, die in Aéroport I nicht mehr unterkamen. Zu diesem Zwecke parzellierte der Staat Grundstücke im Norden von Aéroport II und verkaufte sie, während im Süden des neuen Stadtviertels informelle Siedlungen entstanden, die erst 2009 legalisiert wurden.

## Bevölkerung
Bei der Volkszählung 2012 hatte Aéroport II 9271 Einwohner, die in 1337 Haushalten lebten. Bei der Volkszählung 1988 betrug die Einwohnerzahl 5834 in 818 Haushalten.

## Infrastruktur
Im Stadtviertel ist mit einem Centre de Santé Intégré (CSI) ein Gesundheitszentrum vorhanden.